# Alchimia
Studio Alchimia – studio projektowe, założone w 1976 roku w Mediolanie przez architekta Alessandra Guerriera. Początkowo galeria sztuki wystawiająca prace eksperymentalne, nieskrępowane żadnymi normami. Jedno z centrów antydesignu, a następnie Memphis.

## Rozwój
Dzięki współpracy z takimi projektantami, jak Ettore Sottsass, Alessandro Mendini, Andrea Branzi, Paola Navone i Michele De Lucchi, Studio Alchimia stało się znaczącym biurem designerskim.
W latach 1978, 1979, zaprezentowano antydisignerskie, prześmiewczo zatytułowane wystawy Bau.Haus 1 oraz Bau.Haus 2.
Lata 80. przypadają na dominacje w grupię Mendiniego. Tworzył pastisze znanych i klasycznych mebli.
Projekty studia Alchimia, naznaczone polityką, z przesłaniem, były wyzwaniem intelektualnym dla odbiorcy. Obiektem estetycznej kontemplacji, skierowanym do niewielkiej elitarnej grupy ludzi.
Studio Alchimia stało się podstawą do rozpowszechnienia drugiej fali włoskiego designu radykalnego, czego skutkiem było spopularyzowanie antydisignu w latach 80.